# Max Rostal
 Max Rostal (7 de julho de 1905 — 6 de agosto de 1991) era um violinista austríaco que, posteriormente, assumiu a cidadania britânica.

## Biografia
Max Rostal nasceu em Cieszyn e estudou com Carl Flesch. Ele também estudou teoria e composição com Emil Bohnke e Matyás Seiber. Ele ganhou a Bolsa Mendelssohn em 1925. De 1930 a 1933, lecionou na Berlin Hochschule; de 1944 a 1958, na Guildhall School of Music; De 1957 a 1982 na Musikhochschule Köln e de 1957 a 1985 no Conservatório de Berna. Seus alunos incluíam Yfrah Neaman, Paulo Bosísio, Howard Leyton-Brown, Igor Ozim, Ole Bohn, Peggy Klinger, Paul Rozeck, Edith Peinemann, Bryan Fairfax e membros do Quarteto Amadeus. Ele morreu em Berna.
Rostal tocou uma grande variedade de músicas, mas foi um defensor particular de obras contemporâneas, como o Concerto para Violino n.º 2 de Béla Bartók. Ele fez várias gravações.
Rostal estreou o Concerto para Violino de Alan Bush de 1946 a 1948 em 1949. Ele foi o dedicado da primeira sonata para violino solo de Benjamin Frankel (1942), e também fez a gravação de estreia.
Rostal tocou em um trio para piano com Heinz Schröter (piano) e Gaspar Cassadó (violoncelo), que foi substituído em 1967 por Siegfried Palm.
A filha de Rostal, Sybil B. G. Eysenck, tornou-se psicóloga e é a viúva do psicólogo da personalidade Hans Eysenck, com quem colaborou.

## Discografia
- Benjamin Frankel: Sonata nº 1 para violino solo, op. 13 (1942) no Decca K 1178[8]
- Frederick Delius: Violin Sonata No. 2, Sir Edward Elgar: Violin Sonata e Sir William Walton: Violin Sonata (gravações de 1954, lançadas em 1955-7 em LP em Westminster), reeditado no rótulo do Testament UK, SBT1319 (2003).[9][10]
- Maurice Ravel: Sonate de violino e Klavier, Marcel Mihalovici: 2. Sonate fur Violine und Klavier op.45 Deutsche Grammophon SLPM 138 016, 1959.
- Concertos de violino de Béla Bartók (nº 2), Alban Berg, Bernard Stevens e Dmitri Shostakovich (nº 1) gravados entre 1948 e 1962, lançados em CD na Symposium Records, Reino Unido[11]
- Franz Schubert: Fantasia em dó maior, D.934, Robert Schumann: Sonata A menor, op. 105, Claude Debussy: Sonata, Igor Stravinsky: Duo Concertant, Symposium Records, Reino Unido
- Johann Sebastian Bach: Sonata em Mi menor (arranjado por Howard Ferguson), Heinrich Ignaz Franz von Biber: Passacaglia, Giuseppe Tartini: Concerto em Sol menor, Sonata The Trill of Devil, Ludwig van Beethoven: Romances No. 1 e 2, Symposium Records, Reino Unido
- Franz Schubert: 3 Sonatas, op. 137, No. 1-3, Rondo em Mi menor, op. 70, D. 895, Sonata em Lá maior, op. 162, D. 574, Symposium Records, Reino Unido

## Mídia
- European Archive Gravação em LP livre de direitos autorais da sonata Kreutzer de Beethoven por Max Rostal (violino) e Franz Osborn (piano) no European Archive (somente para espectadores não americanos).

### Livros
- Rostal, Max; Horace and Anna Rosenberg, translators, Foreword by the Amadeus Quartet. With a Pianist's Postscript by Günter Ludwig and a History of Performance Practice by Paul Rolland (1985). Beethoven: The Sonatas for Piano and Violin: thoughts on their interpretation. Toccata Press. Londres: [s.n.] ISBN 0-907689-06-X
- Rostal, Max, Ludwig van Beethoven: Die Sonaten für Violine und Klavier, Gedanken zu ihrer Interpretation, Mit einem Nachtrag for pianistischer Sicht von Günter Ludwig, R. Piper & Co. Verlag, Munique, 1981
- Rostal, Max, Handbuch zum Geigenspiel, sob Mitarbeit de Berta Volmer, Musikverlag Müller & Schade, Berna, 1993
- Rostal, Max, Violin - Schlüssel - Erlebnisse, Erinnerungen, Mit einem autobiografischen Text von Leo Rostal, Ries & Erler, Berlin, 2007

- Heinrich Ignaz Franz de Biber: Passacaglia for Violine allein, Londres 1951, Berna 1984
- Johann Sebastian Bach: Sonaten und Partiten, Leipzig 1982
- Wolfgang Amadeus Mozart: Violinkonzert KV 218, Mainz 1967
- Wolfgang Amadeus Mozart: Violinkonzert KV 219, Mainz 1961
- Wolfgang Amadeus Mozart: Adagio KV 261, Mainz 1964
- Wolfgang Amadeus Mozart: Rondo KV 373, Mainz 1975
- Ludwig van Beethoven: Sonaten, Munique 1978
- Ludwig van Beethoven: Romanzen Nr. 1 e 2, Mainz
- Ludwig van Beethoven: Violinkonzert, Mainz, 1971
- Franz Schubert: Rondo A-dur, Mainz 1964
- Peter Tchaikowsky: Concerto para Violino e Orchester, Mainz 1973
- Carl Maria von Weber: Rondo Brillant, op. 62, Berlim 1930/1985
- Carl Flesch: Das Skalensystem, Berlim 1987
- Jacob Dont: Etüden und Capricen, op. 35, Mainz, 1971
- Pierre Rode: 24 Capricen, Mainz 1974
- Henryk Wieniawski: L'École moderne op. 10, Berna, 1991

### Composições
- Max Rostal: Studie in Quinten, für Violine mit Klavierbegleitung, 1955
- Max Rostal: Studie in Quarten, für Violine mit Klavierbegleitung, 1957